# کیمپوسن-جی
کیمپوسن-جی (به ژاپنی: 金峯山寺, Kinpusen-ji) معبد اصلی فرقه شوگندو در یوشینو، نارا، یوشینو، استان نارا است.